# Stenalcidia fumibrunnea
Stenalcidia fumibrunnea är en fjärilsart som beskrevs av W. Warren 1904. Stenalcidia fumibrunnea ingår i släktet Stenalcidia och familjen mätare. Inga underarter finns listade i Catalogue of Life.